# Carya poilanei
Carya poilanei là một loài thực vật có hoa trong họ Óc chó. Loài này được (A.Chev.) Leroy mô tả khoa học đầu tiên năm 1950.